# Rumunia na Letnich Igrzyskach Olimpijskich 2000
Rumunię na Letnich Igrzyskach Olimpijskich 2000 reprezentowało 145 zawodników, 71 mężczyzn i 74 kobiet.

## Zdobyte medale

### Złoto
| Zawodnik | Dyscyplina sportowa | Konkurencja                 |
| --- | ------------------- | --------------------------- |
| Gabriela Szabó | Lekkoatletyka       | 5000 m                      |
| Florin Popescu, Mitică Pricop | Kajakarstwo         | C-2 1000 m                  |
| Mihai Covaliu | Szermierka          | szabla indywidualna         |
| Marius Urzică | Gimnastyka          | Ćwiczenia na koniu z łękami |
| Simona Amănar | Gimnastyka          | Wielobój indywidualnie      |
| Simona Amănar, Loredana Boboc, Florenta Isărescu, Maria Olaru, Maria Presăcan, Andreea Răducan                                                                       | Gimnastyka          | Wielobój drużynowo          |
| Georgeta Damian, Doina Ignat | Wioślarstwo         | Dwójka bez sternika         |
| Veronica Cochelea-Cogeanu, Georgeta Damian, Maria Magdalena Dumitrache, Liliana Gafencu, Elena Georgescu, Doina Ignat, Elisabeta Lipa, Ioana Olteanu, Viorica Susanu | Wioślarstwo         | Ósemka                      |
| Angela Alupei, Constanța Burcică | Wioślarstwo         | Dwójka wagi lekkiej         |
| Diana Mocanu | Pływanie            | 100 m stylem grzbietowym    |
| Diana Mocanu | Pływanie            | 200 m stylem grzbietowym    |

### Srebro
| Zawodnik         | Dyscyplina sportowa | Konkurencja                  |
| ---------------- | ------------------- | ---------------------------- |
| Violeta Szekely  | Lekkoatletyka       | 1500 m                       |
| Lidia Șimon      | Lekkoatletyka       | Maraton                      |
| Marian Simion    | Boks                | Waga lekkośrednia (do 71 kg) |
| Maria Olaru      | Gimnastyka          | Wielobój indywidualnie       |
| Andreea Răducan  | Gimnastyka          | Skoki przez konia            |
| Beatrice Căslaru | Pływanie            | 200 m stylem zmiennym        |

### Brąz
| Zawodnik                                                      | Dyscyplina sportowa | Konkurencja                |
| ------------------------------------------------------------- | ------------------- | -------------------------- |
| Gabriela Szabó                                                | Lekkoatletyka       | 1500 m                     |
| Dorel Simion                                                  | Boks                | Waga półśrednia (do 67 kg) |
| Florin Popescu, Mitică Pricop                                 | Kajakarstwo         | C-2 500 m                  |
| Raluca Andreea Ioniță, Mariana Limbău, Elena RaduI Sanda Toma | Kajakarstwo         | K-4 500 m                  |
| Oana Pantelimon                                               | Lekkoatletyka       | Skok wzwyż                 |
| Simona Amănar                                                 | Gimnastyka          | Ćwiczenia wolne            |
| Simona Marcela Richter                                        | Judo                | Waga półciężka (78 kg)     |
| Iulian Raicea                                                 | Strzelectwo         | Pistolet pneumatyczny 10 m |
| Beatrice Căslaru                                              | Pływanie            | 400 m stylem zmiennym      |